# 18 juillet 1986
Le vendredi 18 juillet 1986 est le 199e jour de l'année 1986.

## Naissances
- Aaron Scott, joueur de football néo-zélandais
- Anna Fischer, actrice allemande
- Calvin Jong-a-Pin, footballeur néerlandais
- Corina Căprioriu, judokate roumaine
- Gašper Švab, cycliste slovène
- Hitomi Tanaka, actrice pornographique japonaise
- Huang Qian, joueuse d'échecs chinoise
- James Sorensen, acteur australien
- Joni Finell, joueur professionnel finlandais de hockey sur glace
- Keith Cronin, pilote de rallye irlandais
- Laura Carmichael, actrice britannique
- Mara Navarria, escrimeuse italienne
- Mark Dowling, cycliste irlandais
- Moataz al-Musa, footballeur international saoudien
- Mustapha Jarju, joueur de football gambien
- Naoaki Aoyama, footballeur japonais
- Sebastian Schuppan, footballeur allemand
- Simon Clarke, coureur cycliste australien
- Thijs van Amerongen, coureur cycliste néerlandais
- Thomas Fernandez, joueur français de tennis de table handisport
- Travis Milne, acteur canadien
- Walter Sharpe, joueur de basket-ball américain
- Yassin Moutaouakil, footballeur français
- Yossif Ivanov, musicien belge

## Décès
- Buddy Baer (né le 11 juin 1915), boxeur et acteur américain
- Francisco Dosamantes (né le 4 octobre 1911), artiste et éducateur mexicain
- Stanley Rous (né le 25 avril 1895), arbitre de football et dirigeant sportif anglais
- Ursmar Engelmann (né le 15 août 1909), bénédictin, théologien et historien

## Événements
- Sortie du film Aliens, le retour
- Sortie du jeu vidéo Babel no Tō